# Paraplectanoides kochi
Paraplectanoides kochi là một loài nhện trong họ Araneidae.
Loài này thuộc chi Paraplectanoides. Paraplectanoides kochi được Octavius Pickard-Cambridge miêu tả năm 1877.